# James A. Garfield
James Abram Garfield (født 19. november 1831 i Ohio, død 19. september 1881) var USA's 20. præsident (1881). Garfield var republikaner.
Han var medlem af Repræsentanternes hus og netop udpeget som senator til USA's senat, da han deltog i det republikanske konvent i 1880 for at nominere partiets præsidentkandidat. Konventet gik helt i baglås efter 33 afstemninger uden en afgørelse, da Garfield uventet begyndte at få støtte og vandt nomineringen over den tidligere præsident Ulysses S. Grant. Konventet udpegede Chester A. Arthur som vicepræsident-kandidat.
Garfields modstander fra det demokratiske parti var Winfield S. Hancock, som han slog med blot 7,368 flere stemmer ved valget (men med et flertal på 214-155 af valgmandsstemmerne). Han tiltrådte embedet den 4. marts 1881.
Han nåede imidlertid kun at være præsident i kort tid, da han cirka tre måneder inde i sin præsidentperiode blev forsøgt myrdet af Charles J. Guiteau, der havde fået afslag på at blive USA's ambassadør i Frankrig. Guiteau var også utilfreds med, at Garfield ikke ville overholde et løfte, han havde givet om, at finansministerposten skulle gå til en fremtrædende New Yorker. Dette var sammen med accepten af den korruptions-mistænkte Chester Arthur var New York-fløjens pris for at støtte Garfields valg som præsidentkandidat for partiet i 1880. Charles J. Guiteau blev senere hængt for mordet, men der var rygter både inden for partiet og i landet som helhed om, at han ikke var ene om mordet.
Garfield svævede mellem liv og død i flere måneder, mens lægerne fortvivlet forsøgte at lokalisere en pistolkugle, der havde boret sig ind i hans krop. Garfield døde 19. september 1881 af blodforgiftning, formentlig forårsaget af de usterile instrumenter, som var blevet anvendt.
Situationen efter attentatet tilskyndede Alexander Graham Bell til at opfinde en improvisatorisk metaldetektor, som Bell personligt bragte til Det hvide hus for at undersøge præsidenten. Bell var imidlertid uvidende om, at præsidenten var placeret på en nyopfundet springmadras med jernmeder og kunne således ikke medvirke til at redde præsidentens liv ved at lokalisere kuglen. 
Hans korte tid som præsident betyder, at han kun i meget begrænset omfang nåede at gøre sin indflydelse gældende, og han regnes derfor til de 4 såkaldt "tabte" præsidenter, nemlig præsidenterne Hayes, Garfield, Arthur og Harrison, som bestred embedet efter borgerkrigen.
Garfield er bemærkelsesværdigt nok kendt for at have fundet et nyt bevis for den pytagoræiske læresætning i 1876, mens han deltog i et møde i Repræsentanternes hus.